# Emília Márkus

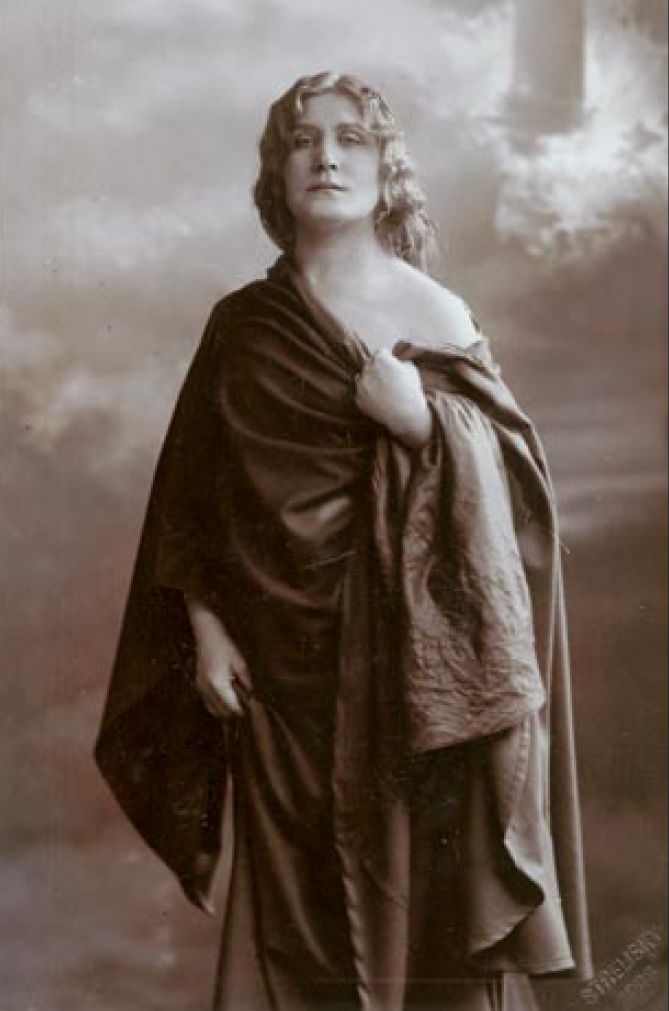
Emília Márkus en 1903

Emília Márkus (épouse Pulszky ; 10 septembre 1860 – 24 décembre 1949) est une aristocrate et politicienne hongroise, renommée pour être l'actrice la plus célèbre du tournant du siècle en Hongrie, aux côtés de Mari Jászai. Elle est aussi la belle-mère de Vaslav Nijinski. 

## Biographie
Emília Márkus naît le 10 septembre 1860 à Szombathely, en Hongrie. Elle est le sixième enfant de József Márkus et de Anna Horvát, et la nièce du poète et homme d'état Boldizsár Horvát. 
Elle sort diplômée de l'académie de théâtre et est engagée en 1877 par le théâtre national, où elle joue jusqu'à sa mort en 1949. Elle en devient membre d'honneur en 1928.
Elle a joué des rôles incontournables tels Juliette dans Roméo et Juliette, Desdémone dans Othello ou Ève dans La Tragédie de l'homme. Elle est tout aussi connue pour ses rôles dans de nombreuses productions théâtrales et cinématographiques hongroises, à l'instar de Three Spinsters (1936), A táncz (1901) et Az aranyhajú szfinksz (1914).
Le 7 juin 1882, Emília Márkus épouse Károly Pulszky (1853-1899), collectionneur d'art hongrois et fondateur du musée des Beaux-Arts de Budapest. Ils ont ensemble deux filles : Terézia "Tessa" Pulszky (née le 5 mai 1883) et Romola de Pulszky (en) (née le 19 février 1891), future épouse de Vaslav Nijinsky. 
Après le suicide de son époux, Emília Márkus se remarie avec Oscar Pardany en 1903.
Elle meurt à Budapest le 24 décembre 1949.

## Représentations cinématographiques
- Nijinsky (1980), réalisé par Herbert Ross. Janet Suzman y joue le rôle d'Emília Márkus.
- The Diaries of Vaslav Nijinsky (2001), écrit, réalisé et monté by Paul Cox. Le scénario est inspiré du journal de Nijinski, dans lequel l'artiste fait mention de son travail, mais également de ses relations avec sa famille et belle-famille.